# Mörttjärnen (Holmedals socken, Värmland)
Mörttjärnen är en sjö i Årjängs kommun i Värmland och ingår i Göta älvs huvudavrinningsområde. Sjön har en area på 0,203 kvadratkilometer och ligger 108,7 meter över havet.

## Delavrinningsområde
Mörttjärnen ingår i det delavrinningsområde (659950-127950) som SMHI kallar för Ovan VDRID = Pounujoki i Lianeälvens vattendragsy*. Medelhöjden är 138 meter över havet och ytan är 8,74 kvadratkilometer. Räknas de 2 avrinningsområdena uppströms in blir den ackumulerade arean 33,38 kvadratkilometer. Vattendraget som avvattnar avrinningsområdet har biflödesordning 3, vilket innebär att vattnet flödar genom totalt 3 vattendrag innan det når havet efter 257 kilometer. Avrinningsområdet består mestadels av skog (76 procent). Avrinningsområdet har 0,28 kvadratkilometer vattenytor vilket ger det en sjöprocent på 3,2 procent.